# Larry Shiner
Larry E. Shiner (Oklahoma, 6 de mayo de 1934) es un filósofo estadounidense y profesor emérito de Filosofía en la Universidad de Illinois en Springfield. Shiner es conocido por sus obras sobre la filosofía del arte.

## Biografía
Nacido el 6 de mayo de 1934 en Oklahoma, Estados Unidos, Larry E. Shiner ha destacado en el ámbito de la filosofía contemporánea. Obtuvo su doctorado en la Universidad de Estrasburgo y su maestría en divinidad en la Universidad Drew. También cursó su licenciatura en la Universidad del Noroeste y en el Oberlin College.

### Carrera Académica
Larry Shiner ha dejado una marca significativa en la filosofía del arte, siendo un destacado representante de la filosofía del siglo XXI. Su labor académica se desarrolló principalmente en la University of Illinois en Springfield.
Desde la década de 1980, la escritura de Larry Shiner se ha centrado en cuestiones de filosofía del arte y estética. En las dos décadas previas a 1980, trabajó en la filosofía crítica de la historia y la filosofía de la religión. En general, Larry Shiner adopta un enfoque interdisciplinario en lugar de uno puramente filosófico para abordar cuestiones en estas áreas. Como su Biografía Intelectual y su CV aclaran, comenzó su trabajo filosófico utilizando una perspectiva fenomenológica y luego se movió gradualmente hacia un enfoque más analítico influenciado por el pragmatismo.
Su obra más editada y traducida es La invención del arte: Una historia cultural (The Invention of Art: A Cultural History. Chicago: University of Chicago Press, 2001), libro al que dedicó más de diez años en su elaboración. En esta obra Shiner nos invita a reconsiderar la historia del arte en su conjunto, y sostiene que algunas de las ideas que todos tenemos de dicha historia (como que el arte comenzó en la Antigua Grecia o en el Renacimiento) son, en realidad, invenciones modernas, y que la línea que separa el arte y la artesanía fue producto de las cruciales transformaciones que se dieron en Europa durante el siglo XVIII. En última instancia, muestra cómo el sistema moderno sostiene su hegemonía asimilando a los artistas y a los músicos que le ofrecen resistencia y trazando una estricta distinción entre artistas y artesanos, artes mayores y artesanía.
En su sitio web, Larry Shiner proporciona información sobre su pensamiento, libros o artículos y pone a disposición selecciones de conferencias y ponencias. La sección de su obra bibliográfica la acompaña de una sección llamada "Reflexiones Revisoras" donde indica los cambios que haría si estuviera escribiendo ese libro hoy, incluido su libro más reciente, Art Scents: Explorando la estética del olfato y las artes olfativas (Oxford, 2020), para el cual ya ofrece varios párrafos de correcciones y reflexiones adicionales hasta octubre de 2022.

## Libros publicados
Entre sus obras más destacadas se encuentran:
- Art Scents: Exploring the Aesthetics of Smell (Oxford: Oxford University Press, 2020)
- The Invention of Art: A Cultural History (Chicago: University of Chicago Press, 2001)
- The Secret Mirror: Literary Form and History in Tocqueville’s Recollections (Ithaca: Cornell University Press, 1988)
- The Secularization of History: Introduction to the Theology of Friedrich Gogarten (Nashville: Abingdon Press, 1967)